# Raffles Hotel

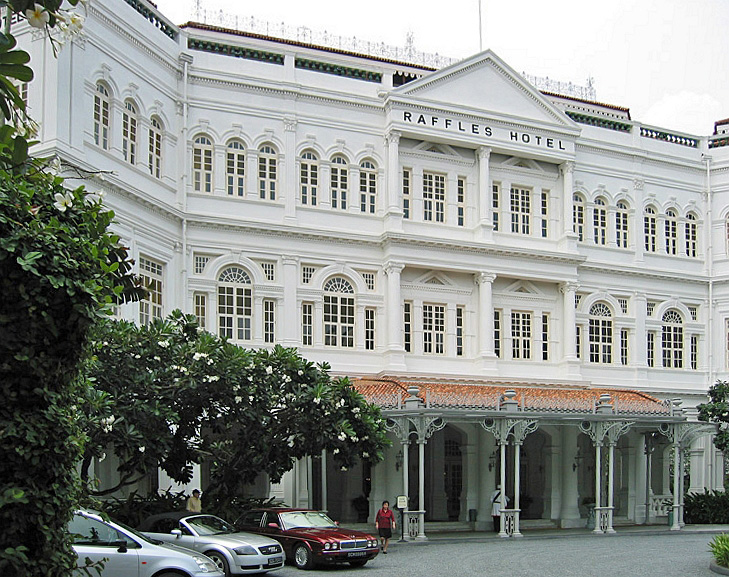
Vorfahrt des Raffles Hotels, 2002

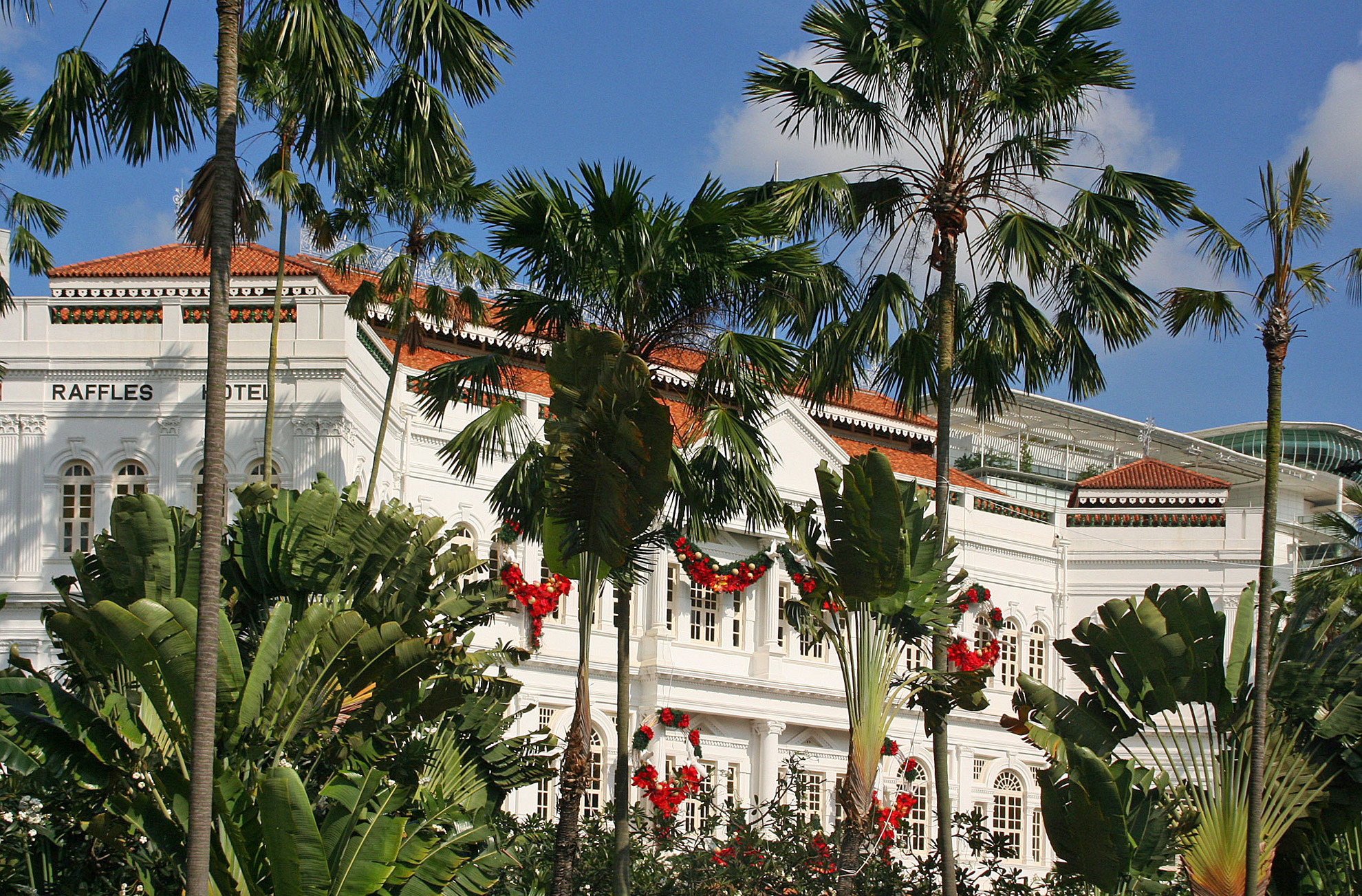
Raffles Hotel von der Beach Road

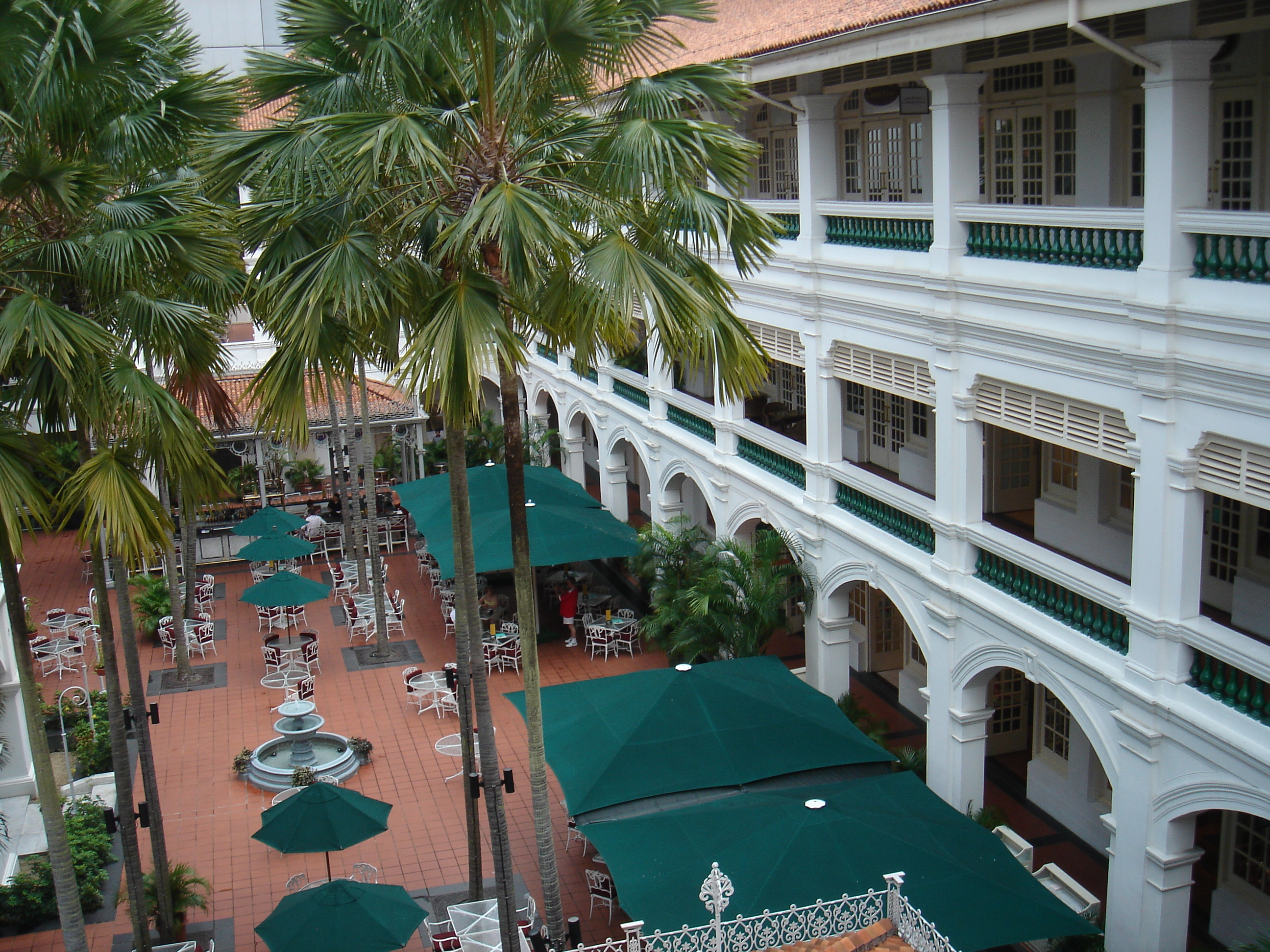
Innenhofgarten

Das Raffles Hotel (chinesisch: 莱佛士酒店) ist ein 1887 im Kolonialstil errichtetes Hotel in Singapur, das nach dem Gründer Singapurs, Sir Thomas Stamford Raffles, benannt ist. Es ist das Flaggschiff der Hotelkette Raffles International und bekannt für seine luxuriösen Unterkünfte und erlesenen Restaurants. Zum Hotel gehören ein tropischer Innenhofgarten, ein Museum und ein Theater im viktorianischen Stil.

## Geschichte
Das Hotel wurde von den vier armenischen Brüdern Martin, Tigran, Aviet und Arshak Sarkies gegründet. Sie eröffneten an der Beach Road und Bras Basah Road am 1. Dezember 1887 einen Bungalow im Kolonialstil mit zehn Zimmern. Über die Jahre wurde das Hotel immer wieder erweitert, es kamen neue Flügel hinzu, das Hauptgebäude wurde ausgebaut, eine Veranda, ein Ballsaal, eine Bar, Billardzimmer und weitere Gebäude und Räume hinzugefügt.
Die Weltwirtschaftskrise brachte das Haus in eine finanzielle Schieflage und 1931 ging es Konkurs. 1933 konnten die Schwierigkeiten durch die Gründung einer Aktiengesellschaft, der Raffles Hotel Ltd., überwunden werden. Das Hotel überstand den Zweiten Weltkrieg und die japanische Besatzung Singapurs unbeschadet, obwohl es gegen Ende des Krieges als Durchgangslager für Kriegsgefangene diente.
1987 erklärte die Regierung von Singapur das Gebäude zum Nationaldenkmal. 1989 wurde es für umfangreiche Renovierungsarbeiten geschlossen, am 16. September 1991 wiedereröffnet. Eine weitere großangelegte Sanierung erfolgte zwischen 2017 und 2019.

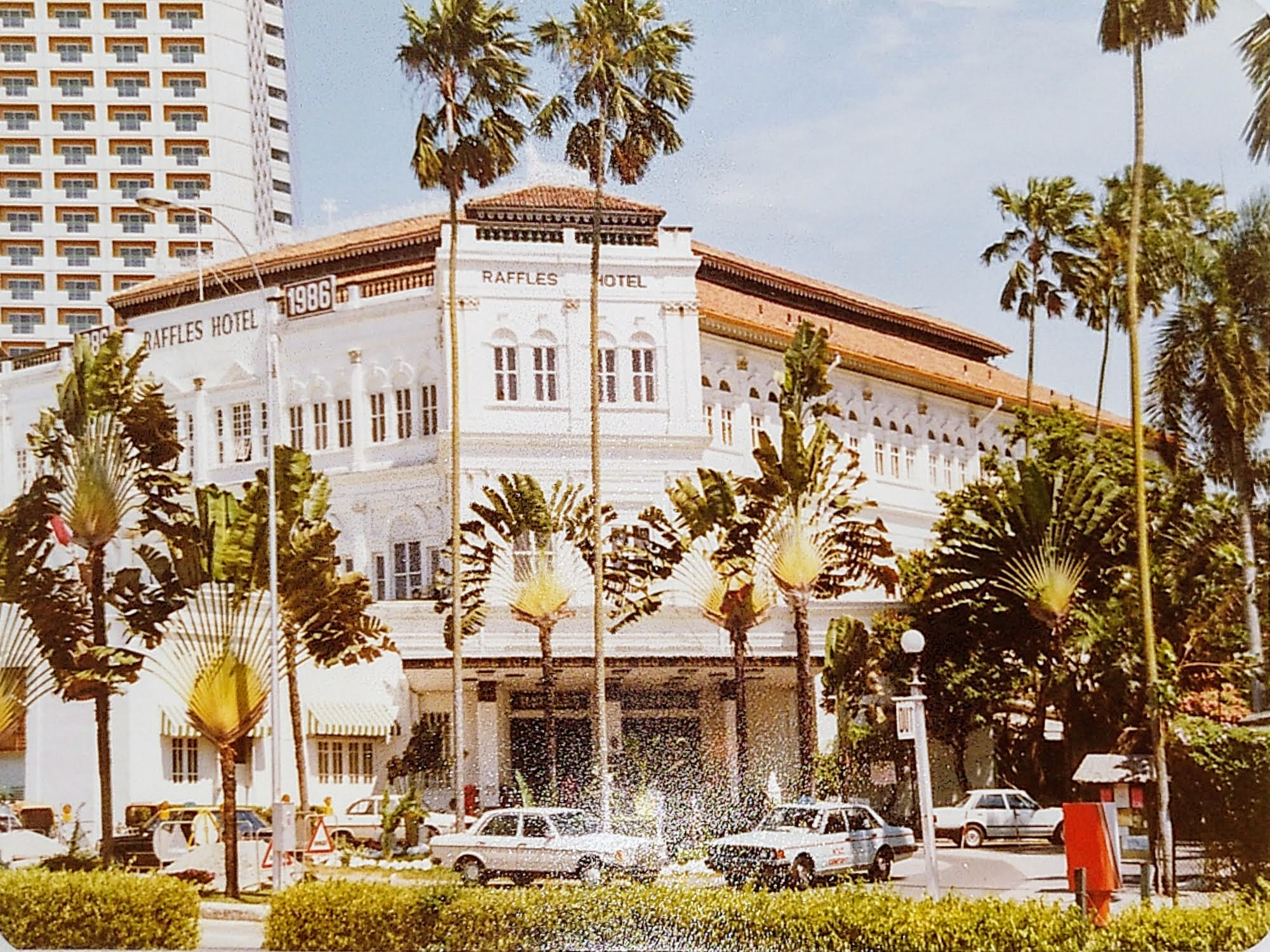
Raffles Hotel, 1986

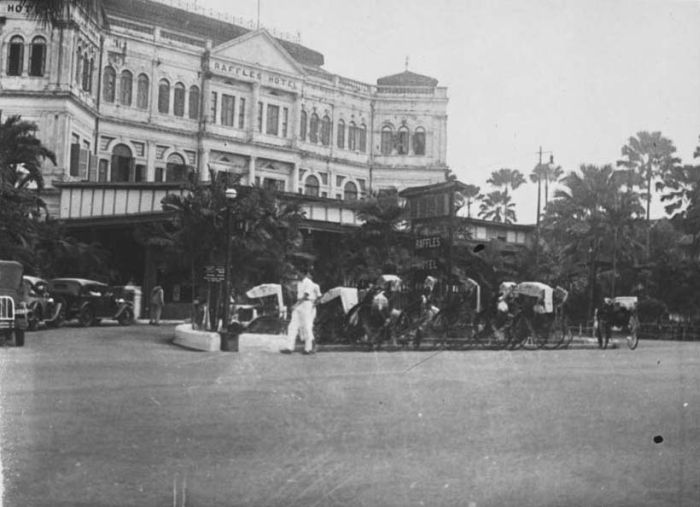
Raffles Hotel, 1932

## Besonderheiten
Das Hotel ist für drei Dinge besonders berühmt:
- Es gilt als der Ort, an dem im August 1902 der letzte wilde Tiger Singapurs erlegt wurde. Einige Geschichten verlegen dieses Ereignis in die Long Bar. Das Raffles Hotel selbst gibt an, dass es unter dem (erhöht gebauten) Bar & Billard Room geschehen sei.
- Ngiam Tong Boon, ein Barmann des Hauses, erfand zwischen 1910 und 1915 den Singapore Sling.[1]
- Ebenfalls berühmt sind das Raffles und seine Hotelbar dafür, dass dort auf den Tischen für den Gast kostenlos frische Erdnüsse angeboten werden. Die Schalen darf man dabei einfach auf den Boden werfen.[2]

Es gibt keine Zimmer, nur 115 Suiten. Außerdem ist ein Geschichtsschreiber fester Mitarbeiter (hotel’s resident historian, Leslie Danker).

## Berühmte Gäste
Zu den berühmten Gästen zählen Hermann Hesse, Joseph Conrad, Rudyard Kipling, Somerset Maugham, Charlie Chaplin, Jean Harlow, Noël Coward, Ava Gardner, Elizabeth Taylor, Michael Jackson, Königin Elisabeth II. und Louis Castex.